# Разина, Светлана Альбертовна
Светла́на Альбе́ртовна Ра́зина (род. 23 июня 1962, Москва) — советская и российская поп-певица, композитор, экс-солистка советско-российской группы «Мираж», лидер и вокалистка группы «Фея».

## Биография
Начала петь в Большом детском хоре Гостелерадио СССР под управлением В. С. Попова. После окончания средней школы поступает в Московский авиационно-технологический институт имени К. Э. Циолковского. Кроме учёбы становится участницей кантри-группы «Родник». В этом коллективе Светлана вскоре стала основной солисткой. По окончании вуза, с дипломом инженера-технолога, Светлана начинает работать на заводе. В свободное время также продолжалось участие в группе «Родник».
В 1987 году становится солисткой группы «Мираж». Выступала в основном составе группы вместе с Наталией Гулькиной. После ухода Гулькиной из группы, продолжила работать с Наталией Ветлицкой и Инной Смирновой. Автор песен группы «Мираж» — «Новый герой», «Я не шучу», «Где я», «Млечный путь».
В 1988 году, работая в группе «Мираж», совместно с художественным руководителем и поэтом группы Валерием Соколовым принимает участие как автор текстов и певица в записи дебютного альбома клавишника группы Ромы Жукова «Пыль мечты». В частности, пишет тексты к песням «Ночная даль» и «Никто не в силах мне помочь» (муз. Р. Жуков), а также записывает две песни для альбома в собственном исполнении: «Мой путь» (муз. Р. Жуков, сл. С. Разина) и «Вечер» (муз. Р. Жуков, сл. В. Соколов).
В середине 1988 года С. Разина покидает «Мираж» вместе с Валерием Соколовым, основав проект «Фея». Состав группы на тот момент: Светлана Разина — вокал, клавиши; Андрей Козедуб — клавиши (музыкант одного из первых составов «Миража»); Николай Юров — гитара и Екатерина Садовая — клавиши. К концу 1988 года группа «Фея» выпускает дебютный альбом «Наша музыка». В 1990 году на Мелодии выходит пластинка «Группа Фея» (каталожный номер С62 29361 007) с четырьмя песнями: «Принцесса мечты», «Наша музыка», «Звёздная ночь», «Вечер». В 1990 году выходит второй альбом «Мой ветер». Валерий Соколов пригласил к «Фее» танцевальную группу «Бит-мастер» Александра Сизова (состав: Вадим Игнатьев, Никита Коробов и сам Сизов) и вторую солистку Инну Смирнову (экс-участница группы «Мираж»), которая исполняла песни «Выпал снег» и «Наша музыка». Появились новый барабанщик Дмитрий Морозов, клавишник Владимир Воленко (впоследствии — солист «Божьей коровки») и аранжировщик Вадим Володин. «Фея» превращается в своеобразную студию, в которой записываются такие группы, как «Комиссар» и «Стелла».
В 1994 году Светлана Разина начинает сольную карьеру. В 1995 году выходит альбом «Я желаниям сдаюсь» с песнями, записанными с 1993 по 1995 год. В 1998 году выходит альбом «Позвони сама» и два видеоклипа — «Ночной охотник» и «Каменный лев». С композицией «Шоколадные девочки» с этого альбома Светлана принимала участие в телеверсии фестиваля «Звуковая дорожка» в 1998 году. В 2002 году выходит альбом «Демон» в который включены старые и новые композиции. В этом же году Светлана Разина принимает участие в первом фестивале радиостанции Авторадио «Дискотека 80-х» который состоялся 29 ноября 2002 года в Москве в Лужниках. В 2004 году Светлана Разина вновь принимает участие в фестивале радиостанции Авторадио «Дискотека 80-х» который прошел в Москве 11 декабря 2004 года в с/к «Олимпийский» и в Санкт-Петербурге.
В 2008 году выходит альбом «Музыка нас связала» и сборник «Grand Collection», включающие популярные композиции. Также начинает работать интернет-сайт певицы.
В 2009 году вышла в свет книга Разиной «Музыка нас связала. Все тайны Миража». В книге присутствуют воспоминания и неизвестные подробности прошлого группы, а также стихи Светланы Разиной и Валерия Соколова. В этом же году выходит видеоклип на песню «Света». 25 сентября 2009 года в театре эстрады Москвы состоялся юбилейный концерт Светланы Разиной «Музыка нас связала». В марте 2010 года концерт выходит на DVD.
15 января 2011 года Светлана вновь становится солисткой группы «Мираж», присоединившись к дуэту с Маргаритой Суханкиной взамен ушедшей из коллектива Наталии Гулькиной. 14 апреля 2011 года выходит сольный альбом Светланы «Кто она». В ноябре 2011 года Светлана в составе группы «Мираж» приняла участие в очередном фестивале Авторадио «Дискотека 80-х» который прошел в Москве 26 ноября 2011 года и 27 ноября в Санкт-Петербурге. 25 декабря 2011 года на официальном сайте Светланы Разиной появилось сообщение о том, что она покинула группу «Мираж».
24 марта 2012 года в ТК «Горбушкин двор» состоялся концерт-презентация видеоклипа на песню «Радио НАХ». В июне 2012 года состоялась серия совместных выступлений Наталии Гулькиной и Светланы Разиной с исполнением дуэтных композиций.
Осенью 2012 года Светлана предъявила иск к своей бывшей коллеге Маргарите Суханкиной и редакции еженедельника «Собеседник», ссылаясь на то, что Суханкина в интервью еженедельнику распространила сведения о злоупотреблении певицей алкоголем, которые не соответствуют действительности и порочат честь и достоинство Светланы. Суд первой инстанции был выигран частично. 22 апреля 2013 года Московским городским судом было пересмотрено судебное решение, в результате Разина выиграла суд.
2014 год Светлана начинает с премьеры клипа «Музыка нас связала». 15 февраля 2014 года в ТК «Горбушкин двор» состоялся концерт-презентация видеоклипа на песню «Музыка нас связала», презентации книги «Женщине верить нельзя» и сольного альбома под тем же названием. 25 ноября 2014 года в «Emporio Cafe» Светлана Разина презентовала сразу три клипа: «Женщине верить нельзя», «Музыка нас связала-2» и «Perfecto Amor». С 2015 года Светлана продолжает свою концертную деятельность и выпускает два видеоклипа — «Музыка грёз» и «Звезда из прошлого», где является автором текста, музыки и режиссёром. Летом 2017 года выходят две песни — «Гномы» и «Шанс».
В мае 2021 года Арбитражный суд г. Симферополь удовлетворил иск Андрея Литягина к организатору концерта Светланы Разиной. Своим решением суд оштрафовал организатора мероприятия за незаконное исполнение Светланой Разиной музыкальных произведений Андрея Литягина.

## Дискография[1]

### В составе группы «Фея»
- 1989 — Наша музыка (магнитоальбом, в 2020 году был переиздан на LP и CD лейблом «Maschina Records»)
- 1990 — Принцесса мечты (Мелодия, С62 29361 007, записи 1989г)
- 1990 — Мой ветер (магнитоальбом, в 2024 году был переиздан на LP и CD лейблом «Maschina Records»)
- 2002 — Демон (Music Attack)

### Сольное творчество
- 1993 — Ты будешь мой («Русское снабжение» совместно с «Мастер Звук» — Записи 1988—1993 годов)
- 1995 — Я желаниям сдаюсь (ZeKo Records)
- 1997 — Маленький секрет любви (Mega Records)
- 1998 — Позвони сама (Jeff Records)
- 1998 — Я люблю Светлану Разину (Jeff Records)
- 2002 — Мне это нравится (Music Attack)
- 2002 — Демон (Music Attack)
- 2003 — Шедевры эстрады (Монолит)
- 2004 — Любовное Настроение (Никитин)
- 2008 — Музыка нас связала (Квадро Диск)
- 2008 — Grand Collection (Квадро Диск)
- 2011 — Кто она? (Квадро Диск)
- 2014 — Женщине верить нельзя! (Квадро Диск, United Music Group)
- 2019 — Звезда из прошлого (Квадро Диск, United Music Group)

### На сборниках
- 2006 — Мираж 18 лет.1 и 2 части

### В дуэте с Наталией Гулькиной
- 2012 — Женщине верить нельзя (сингл, авт. С.Разина)
- 2012 — Лети мечта (сингл, авт. Н.Гулькина)

## Видеография

### В составе группы «Фея»[1]
- 1989 — Вечер
- 1989 — Мода
- 1989 — Принцесса мечты
- 1990 — Демон

### В составе группы «S’tatu’S»
- 2010 — Музыка-танцы[14]
- 2011 — Белый герой[15]

### Сольно[1]
- 1995 — Не провожай
- 1996 — Каменный лев
- 1998 — Ночной охотник
- 1998 — Позвони сама
- 2000 — Наступает ночь
- 2005 — Плакать
- 2007 — Света
- 2008 — Где я
- 2010 — Maestra (совместно с Хулио Фернандесом)
- 2011 — Venus
- 2011 — Родина (с панк-рок группой CG Bros.)
- 2012 — Радио нах
- 2014 — Музыка нас связала (Нас не разлучат)[12]
- 2014 — Женщине верить нельзя (совместно с Сергеем Ченским)[12]
- 2014 — Perfecto Amor[12]
- 2015 — Музыка грёз (совместно с Максимом Вольным)
- 2015 — Звезда из прошлого[16]
- 2017 — Гномы[17]
- 2024 — Назло брату[18]